# F-34
Die F-34 ist eine sowjetische Kampfwagenkanone im Kaliber 76,2 mm. Sie ist die Hauptwaffe des mittleren Panzers T-34 der Modelljahre 1941 bis 1944 (T-34/76).

## Entwicklung
Die F-34 wurde 1940 im Gorkier Sawod No 92 imeni Stalina (Werk Nr. 92 „Stalin“) von Konstrukteur W. G. Grabin als Bewaffnung für künftige Panzer aus der F-32 des KW-1 entwickelt.
Zu Beginn der Entwicklung des T-34 standen verschiedene Kanonen als Hauptbewaffnung zur Debatte, von denen die 76,2-mm-Kanone L-11 mit 30,5 Kalibern Länge als Standardbewaffnung ausgewählt wurde, deren Hauptaufgabe in der Infanterieunterstützung gesehen wurde. Demgegenüber standen die T-34, denen die Panzerbekämpfungsrolle zugedacht war: Diese wurden mit der 57-mm-Kanone SiS-4 ausgerüstet, die eine sehr hohe Mündungsgeschwindigkeit aufwies und daher für die Panzerbekämpfung besser geeignet erschien. Eine ähnliche Philosophie verfolgten die deutschen Panzerkonstrukteure, die den Panzerkampfwagen III mit der 5-cm-KwK 38 L/42 bzw. 5-cm-KwK 39 L/60 zur Panzerbekämpfung und den Panzerkampfwagen IV mit der kurzen 7,5-cm-KwK 37 L/24 für die Infanterieunterstützung vorsahen. Der spätere Kriegsverlauf bzw. die technische Entwicklung der Panzer zeigte, dass diese Einschätzungen falsch waren.
Der schwere sowjetische Panzer KW-1 war zunächst ebenfalls mit der L-11 bewaffnet, zum Zeitpunkt der Entwicklung der F-34 aber bereits von Grabins Mitarbeiter P. Murawjew mit der aus der Divisionskanone SiS-3 abgeleiteten 76,2-mm-Kanone F-32 ausgerüstet worden, die etwa dieselbe Länge und ballistischen Eigenschaften der L-11 hatte. Durch die Verlängerung der F-32 auf 42 Kaliber entstand die F-34.
Grabin und Murawjew setzten den Einbau der F-34 in den T-34 gegen erheblichen Widerstand seitens hoher Funktionäre, insbesondere des Marschalls Kulik, durch. Kulik war der Ansicht, dass die Panzer der Wehrmacht derart stark gepanzert seien, dass Panzerkanonen mit einem Kaliber unter 100 mm wirkungslos wären. Daher favorisierte er eine komplette Neuentwicklung einer 107-mm-Kanone, die natürlich nur in schwere Panzer hätte eingebaut werden können. Auf Kuliks Vorschlag hin sollte die Produktion der 45- und 76,2-mm-Panzerkanonen eingestellt werden. Kulik hatte das Vertrauen Stalins, so dass seitens Grabins ein gewisser Mut dazugehörte, die F-34 heimlich fertigzuentwickeln und für die Produktionsaufnahme vorzubereiten. Sie wurde ab Februar 1941 parallel zur L-11 in einige T-34 eingebaut, die als Führungspanzer eingesetzt wurden. Stalin erfuhr angeblich erst durch begeisterte Briefe der Panzersoldaten von der trotz Befehl produzierten Kanone, die sich im Gefecht mit den deutschen Panzern hervorragend bewährte. Das gab schließlich den Ausschlag, von da an alle T-34 mit dieser Waffe auszustatten.

### Ladeautomat
Bereits 1942 entwickelte G. W. Barabasch einen Ladeautomaten für die Kanone F-34 im KW-1 und erhielt darauf ein Patent. Die Konstruktion basierte auf einem unter dem Verschluss der Kanone befindlichen Magazin, in dem die Granatpatronen in sechs Stapeln nebeneinander angeordnet waren und von einem Zubringer nach oben in eine Ladeschale befördert wurden. Ein weiteres Magazin war im Turmheck installiert. Die Kapazität war mit 168 Granatpatronen enorm. Aus beiden Magazinen konnte wahlweise geladen werden, was es der Besatzung ermöglichte, nach Erfordernis Panzer- oder Sprenggranaten zu verschießen. 1944 reichte Barabasch eine für den T-34 überarbeitete Version seiner Erfindung ein, die 122 Granatpatronen fasste. Weder die eine noch die andere Variante wurde in die Serienproduktion überführt.

## Beschreibung

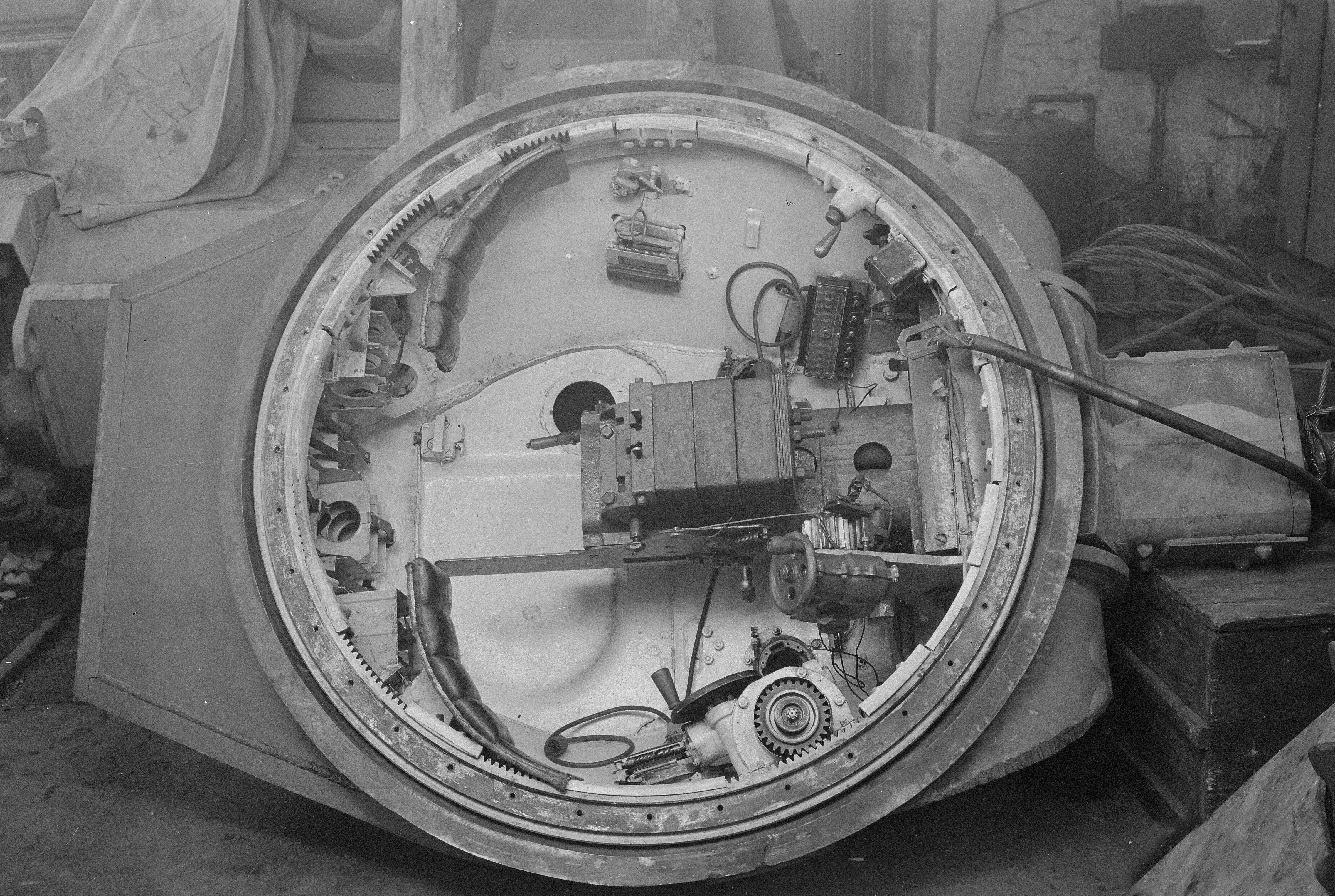
Ausgebauter Turm eines T-34/76 Modell 1941, Blick von unten auf das Bodenstück und den Verschluss der Kanone

Die F-34 ist eine halbautomatische Kanone im Kaliber 76,2 mm. Sie besteht aus dem Rohr, dem Bodenstück mit Verschluss, der Rohrwiege, sowie der Rücklauf- und Abfeuereinrichtung. Das gezogene Rohr hat eine Länge von 41,6, nach anderen Angaben 41,5 Kalibern. Gelegentlich wird die Länge gerundet mit 42 Kalibern angegeben („7,6-cm-KwK L/42“). Sie hat 32 Züge, ist in einer Jackenwiege gelagert und mit einem nach unten öffnenden vertikalen Keilverschluss ausgestattet.
Halbautomatisch bedeutet bei einem Geschütz, dass die Hülse nach dem Schuss automatisch ausgeworfen und der Verschluss gespannt wird. Die nächste Granatpatrone wird von Hand zugeführt und der Verschluss geschlossen; damit ist die Kanone wieder feuerbereit. Wird die Hülse nicht automatisch ausgeworfen, so kann der Verschluss mit dem auf der rechten Seite angebrachten Verschlusshebel geöffnet werden.
Der Schuss wird durch die Betätigung eines Pedals durch den Panzerkommandanten, der in den T-34/76 gleichzeitig als Richtschütze fungierte, ausgelöst. Für den Fall eines Defektes existiert eine mechanische Notauslösung.

## Varianten
| Bezeichnung | Kaliberlänge | Jahr | Verwendung  |
| ----------- | ------------ | ---- | ----------- |
| F-32        | 32           | 1939 | KW-1        |
| F-34        | 41,5         | 1941 | T-34        |
| SiS-5       | 41           | 1941 | KW-1, KW-1S |

Im August 1941 sollte die F-34 auch in den KW-1 eingerüstet werden, da der Nachschub an F-32 aus dem Leningrader Kirowwerk ausblieb. Dazu musste die Rohrwiege verstärkt und die Schildzapfen verlagert werden, um die Balance der Kanone zu erhalten. Der Feuermechanismus wurde auf Knopfbetätigung umgestellt und das Zielfernrohr T-900 mit vierfacher Vergrößerung verwendet, wodurch sich gegenüber dem bisherigen 2,5-fach vergrößernden ZF die Öffnung in der Kanonenblende verkleinerte. Weiterhin wurde eine Granatpatrone mit verstärkter Ladung empfohlen, die der Panzergranate eine v0 von 780 m/s verliehen hätte. Damit konnte auf 1000 m Entfernung 75 mm Panzerstahl durchschlagen werden; diese Granatpatrone wurde aber nicht in die Serienproduktion aufgenommen. Die so modifizierte Kanone ging unter der Bezeichnung SiS-5 in Serie. Die Bezeichnung der Roten Armee lautete 76-mm-Kampfwagenkanone Modell 1941.

## Munition
| Patrone                    | Patrone  | Patrone             | Geschoss | Geschoss     | Geschoss        | Geschoss            | Geschoss                  | Treibladung | Treibladung               | Bemerkung                          |
| [ 2 ]                      | Index    | Gewicht (kg)        | Index    | Gewicht (kg) | Länge (Kaliber) | Ladungsgewicht (kg) | Zünder                    | Index       | Gewicht (kg)              |                                    |
| -------------------------- | -------- | ------------------- | -------- | ------------ | --------------- | ------------------- | ------------------------- | ----------- | ------------------------- | ---------------------------------- |
| Sprenggranaten             | UOF-354M | 8,82                | OF-350   | 6,2          | 4               | 0,71 (0,64)         | KTM-1, KTM-1-u, 3-KTM     | 54-G-354    | 1,08                      | Splitterspreng, 800 Splitter ≥1 mm |
| Sprenggranaten             | UOF-354B | 8,82                | OF-350B  | 6,2          | 4               | 0,64                | KTM-1, KTM-3 MG-N KTM-31U | G-354       | 0,86                      | Splitterspreng                     |
| Sprenggranaten             | UO-354AM | 8,83                | O-350A   | 6,21         | 4               | 0,54                | KTM-1                     | 54-G-354    | 1,08                      |                                    |
| Sprenggranaten             | UF-354   | 8,52                | F-350    | 6,41         | 4               | 0,785               | KT3, KTM-3, 3GT           | G-354A      | 0,9                       |                                    |
| Sprenggranaten             | UF-354M  | 8,52                | F-350M   | 6,1          | 4               | 0,815               | KTM-3                     | G-354A      | 0,9                       |                                    |
| Sprenggranaten             | UF-354F  | 8,85                | F-350F   | 6,41         | 4               | 0,785               | AD, AD-2, ADM             | G-354A      | 0,9                       |                                    |
| Panzersprenggranaten       |          |                     |          |              |                 |                     |                           |             |                           |                                    |
| UBR-354a                   | 9,12     | BR-350A             | 6,3      | 4,2          | 0,15 (TNT)      | MD-5, (MD-7)        | 54-G-354                  | 1,08        | Leuchtspur                |                                    |
| UBR-354B                   | 9,1      | BR-350B             | 6,3      | 4,2          | 0,155 (TNT)     | MD-8                | 54-G-354                  | 1,08        |                           |                                    |
| UBR-354SP                  | 9,2      | BR-350SP            | 6,6      | 2,3          | -               | -                   | 54-G-354                  | 1,08        |                           |                                    |
| Unterkalibergeschosse      |          |                     |          |              |                 |                     |                           |             |                           |                                    |
| UBR-354P                   | 6,3      | BR-350P             | 3,02     | 2,4          | -               | -                   | 54-G-354P                 | 1,08        |                           |                                    |
| UBR-354N                   | 6        | BR-350N             | 3,02     | 2,4          | -               | -                   | 54-G-354N                 | 1,4         | nach dem Krieg entwickelt |                                    |
| Kartätschen und Schrapnell |          |                     |          |              |                 |                     |                           |             |                           |                                    |
| USchtsch-354               | 8,94     | Schtsch-354         | 6,5      | 3            | 0,085           | 22s, D              | 54-G-354A                 | 0,9         |                           |                                    |
| USchtsch-354T              | 9,1      | Schtsch-354T        | 6,66     | 3            | 0,085           | T-6                 | 54-G-354A                 | 0,9         |                           |                                    |
| USchtsch-354G              | 9,02     | Schtsch-354G (Harz) | 6,58     | 3,9          | 0,085           | 22PG                | 54-G-354A                 | 0,9         |                           |                                    |
| Brand                      |          |                     |          |              |                 |                     |                           |             |                           |                                    |
| US-354                     | 8,86     | S-350               | 6,24     | 3,3          | 0,24            | T-6                 | 54-G-354                  | 1,08        | erhöhte Reichweite        |                                    |
| US-354S                    | 8,86     | S-350S              | 4,65     | 3            | 0,24            | 22s                 | 54-G-354A                 | 1,08        |                           |                                    |
| Rauch                      |          |                     |          |              |                 |                     |                           |             |                           |                                    |
| UD-350                     | 9,12     | D-350               | 6,45     | 4            | -               | KTM-2               | 54-G-354                  | 1,08        | erhöhte Reichweite        |                                    |
| UD-354A                    | 9,12     | D-350A              | 6,45     | 4            | -               | KTM-1               | 54-G-354                  | 1,08        |                           |                                    |

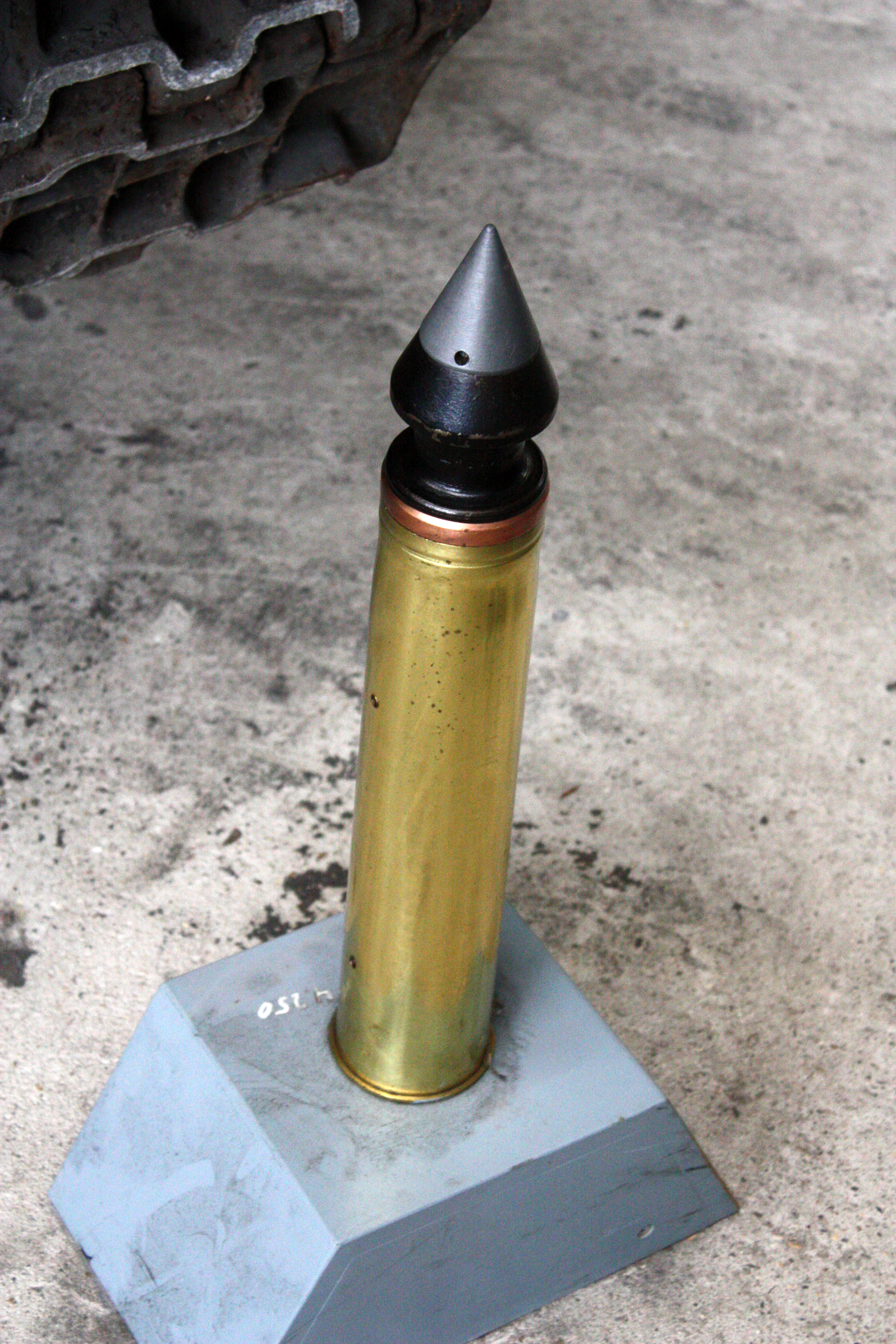
UBR-354P
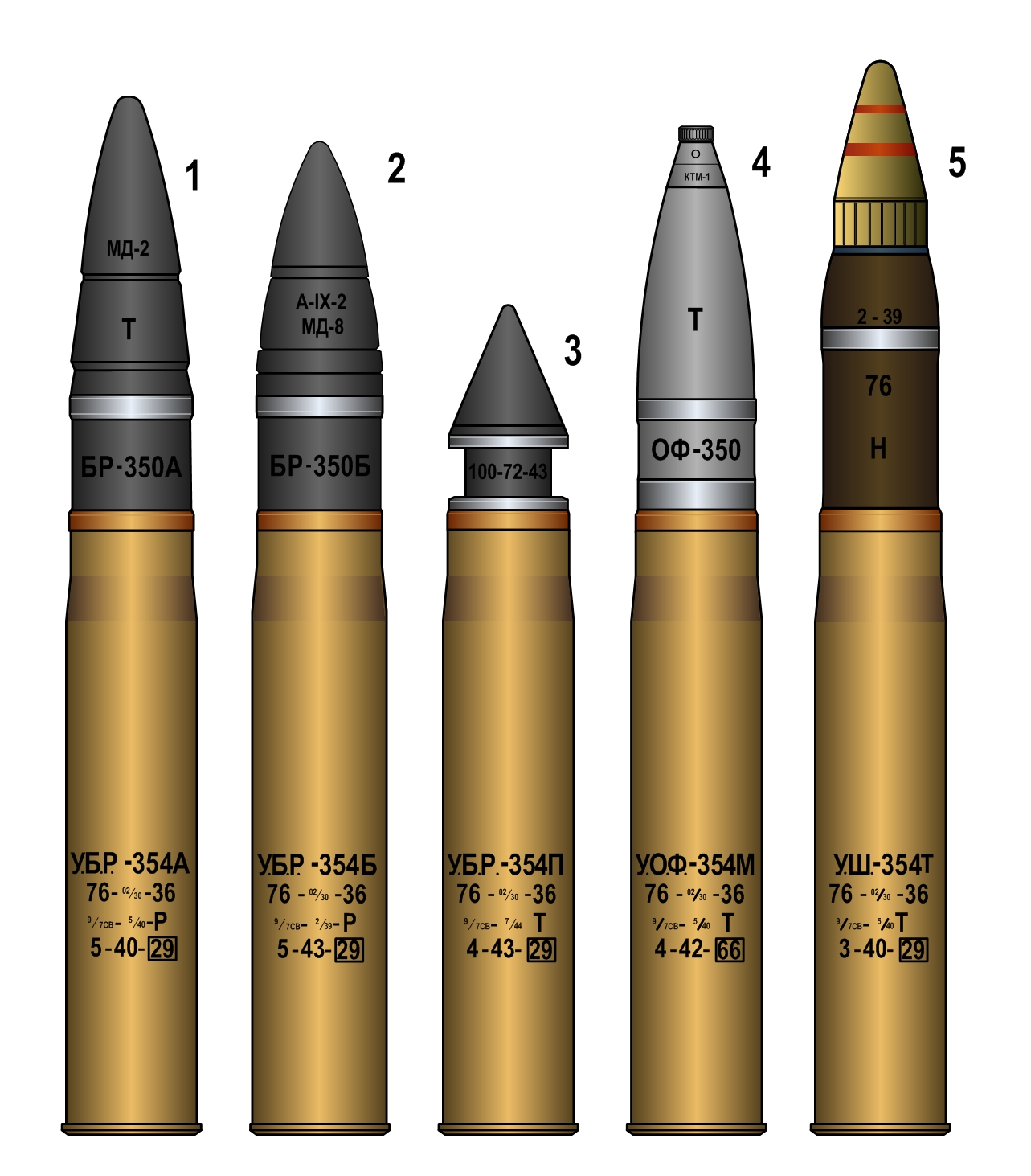
v.l.n.r: UBR-354A, UBR-354B, UBR-354P, UOF-354M, USchtsch-354T
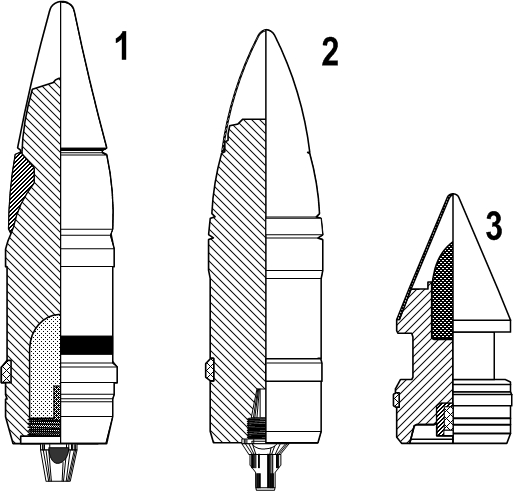
BR-350A, BR-350BSP, BR-350P

## Garantierte Durchschlagsleistung
| Kanone    | Geschoss | v0 in m/s | Winkel der Panzerung in ° | Durchschlagsleistung in mm RHA bei Entfernung in m | Durchschlagsleistung in mm RHA bei Entfernung in m | Durchschlagsleistung in mm RHA bei Entfernung in m | Durchschlagsleistung in mm RHA bei Entfernung in m | Durchschlagsleistung in mm RHA bei Entfernung in m | Durchschlagsleistung in mm RHA bei Entfernung in m |
| Kanone    | Geschoss | v0 in m/s | Winkel der Panzerung in ° | 100                                                | 300                                                | 500                                                | 1000                                               | 1500                                               | 2000                                               |
| --------- | -------- | --------- | ------------------------- | -------------------------------------------------- | -------------------------------------------------- | -------------------------------------------------- | -------------------------------------------------- | -------------------------------------------------- | -------------------------------------------------- |
| L-11      | BR-350A  | 612       | 90                        | 73                                                 | n. a.                                              | 62 (50)                                            | 56                                                 | n. a.                                              | 44                                                 |
| F-34      | BR-350A  |           |                           |                                                    |                                                    |                                                    |                                                    |                                                    |                                                    |
| 655 / 662 | BR-350A  | 60        | 69                        | 63                                                 | 59                                                 | 50                                                 | 43                                                 | n. a.                                              |                                                    |
| 655 / 662 | BR-350A  | 90        | 80                        | 76                                                 | 70                                                 | 63 (61)                                            | 58                                                 | n. a.                                              |                                                    |
| BR-350B   |          | 60        | 74                        | 69                                                 | 62                                                 | 55                                                 | 48                                                 | n. a.                                              |                                                    |
| BR-350B   | 90       | 86        | 81                        | 75                                                 | 68                                                 | 62                                                 | n. a.                                              |                                                    |                                                    |
| BR-350P   |          | 60        | 92                        | 87                                                 | 77                                                 | –                                                  | –                                                  | n. a.                                              |                                                    |
| BR-350P   | 90       | 102       | 98                        | 92                                                 | –                                                  | –                                                  | n. a.                                              |                                                    |                                                    |

## SU-76I
Aus Mangel an Sturmgeschützen wurden 1943 erbeutete deutsche Panzerkampfwagen III und Sturmgeschütz III mit Kasemattaufbauten versehen und mit der Kanone F-34 ausgerüstet. Insgesamt wurden 611 Beutefahrzeuge so umgerüstet und eingesetzt. Das Suffix „I“ bedeutet „ausländisch“ (russisch Иностранная).